# Paul Wellens (Rugbyspieler)
Paul Wellens (* 27. Februar 1980) ist ein ehemaliger englischer Rugby-League-Spieler. Er spielte für St Helens in der Super League, mit ihnen gewann er fünfmal die Super League und den Challenge Cup sowie zweimal die World Club Challenge. Wellens ist einer von wenigen Spielern, die die Lance Todd Trophy, die Harry Sunderland Trophy und den Man of Steel Award gewonnen haben. Er wurde während seiner Karriere viermal ins Super League Dream Team gewählt.

## Karriere
Wellens machte 1999 sein Super-League-Debüt für St Helens. Er wurde aufgrund seiner Leistung schnell ein fester Bestandteil des Kaders und absolvierte Spiele für die Nationalmannschaften von England und Großbritannien. Am Ende der Saison gewann er mit St Helens das Super League Grand Final gegen die Bradford Bulls mit 8:6. Durch den Titelgewinn in der Super League nahm er mit St Helens an der World Club Challenge 2000 gegen den NRL-Champion Melbourne Storm teil, das Spiel gewann Melbourne deutlich mit 44:6. Er gewann mit St Helens erneut das Super League Grand Final, diesmal 29:16 gegen die Wigan Warriors und nahm mit ihnen das zweite Mal in Folge an der World Club Challenge teil, die sie diesmal 20:18 gegen die Brisbane Broncos gewannen.
2002 gewann er mit St Helens erneut das Super League Grand Final gegen die Bradford Bulls. 2004 gewann er den „Player of the Season Award“, eine teaminterne Auszeichnung und nahm mit Großbritannien an den Tri Nations teil. 2006 gewann er mit St Helens die Super League, den Challenge Cup und ein Jahr später die World Club Challenge, wurde von der Rugby League Writers' Association und den Spielern der Super League zum „Player of the year“ gewählt und gewann den Man of Steel Award. Als Man of the Match im Super League Grand Final gegen den Hull FC gewann er zudem die Harry Sunderland Trophy.
2008 nahm Wellens mit England an der Rugby-League-Weltmeisterschaft teil. Sein Debüt war in der Gruppenphase gegen Papua-Neuguinea. 2014 erzielte er seinen 1000. Punkt für St Helens und nahm mit ihnen das zehnte Mal am Super League Grand Final teil, in dem sie die Wigan Warriors 14:6 schlugen. Da er es nicht schaffte, sich von einer Hüftgelenksverletzung zu erholen, verkündete er am 24. Juni 2015 sein Karriereende.